# Mongochto
Mongochto (Russisch: Монгохто) is een plaats (posjolok) in het gemeentelijke district Vaninski van de Russische kraj Chabarovsk, gelegen aan een weg vanaf Vanino, iets ten zuidwesten van de monding van de rivier de Toemnin in de Tatarensont. De plaats ligt direct ten oosten van een van grote Vliegbasis Kamenny Roetsjej, die tevens de belangrijkste werkgever vormt. De plaats is vernoemd naar het station Mongochto aan de Baikal-Amoerspoorweg ten noorden ervan, dat in 1945 werd geopend.

## Geschiedenis
Mongochto komt van het Orotsjische 'mo'; "bos, brandhout" en slaat op het feit dat vlak bij het spoorstation Mongochto de rivier de Toemnin een kleine baai vormt waar bij hoog water in de lente de rivier buiten zijn oevers treedt en in de baai bomen (en ander materiaal zoals riet) achter laat. Dit fenomeen wordt door de Orotsjen 'mongochto' genoemd (in het Russisch wordt dit 'plavni' genoemd).
Mongochto werd begin jaren 50 gebouwd voor het garnizoen van de vliegbasis. Deze werd opgezet op initiatief van de Pacifische Vloot voor de versterking van de Verre-Oostelijke grenzen van de Sovjet-Unie en vormt nog steeds de belangrijkste vliegbasis van de Pacifische Vloot.
Het is niet precies bekend op welke datum de plaats precies werd gesticht, maar het eerste document waarin de plaats wordt genoemd dateert van 1 december 1947 en vermeldt de geplande bouw van het officiersgebouw. Tot de eerste bouwers behoorden Japanse krijgsgevangenen en andere Goelagdwangarbeiders. Zij moesten samen met militairen uit het leger bomen kappen en wegen aanleggen. Tegelijkertijd werd een vliegveld aangelegd voor gevechtsvliegtuigen. De plaats kwam te liggen in een gebied dat werd omringd door onherbergzame taiga en lag geheel geïsoleerd van de buitenwereld, afgezien van een 5-kilometer lang smal bospad vanaf het spoorstation Mongochto, dat nu wordt gebruikt door de lokale bevolking (die het "Het pad van de enthousiastelingen" noemt) wanneer zij naar de oevers van de Toemnin gaan om er bessen te plukken. Begin jaren 50 kwam het vliegveld gereed en tussen 1953 en 1955 werden de eerste lange-afstandsbommenwerpers naar het vliegveld gebracht (daarvoor waren deze achtereenvolgens in Oesjino, Otomari en Nikolajevka gestationeerd). Er werden houten huizen gebouwd voor de officieren en technici, terwijl het marinepersoneel, dat het bos moest kappen, in tenten moest slapen.
De eerste jaren was het afzien in de plaats, daar er nog geen aansluiting was op het water- en elektriciteitsnet en alles dus moest worden ingevoerd. De zeemannen moesten verder te voet naar het station over het bospad om de voedselvoorraden op te halen. Vanwege het belang van de verdediging van de oostkust duurde deze situatie echter niet erg lang. Aan het einde van de jaren 50 verrezen de eerste betonnen flats; eerst met 3 etages en later met 5 etages, waarbij de laatste door de val van de Sovjet-Unie en de crisisjaren 90 een dolgostroj werd.
De hoogtijdagen waren de jaren 80 toen er drie regimenten waren gelegerd en het de grootste luchtmachtbasis van het Sovjet-Verre Oosten vormde. Met de val van de Sovjet-Unie volgde echter onvermijdbaar ook de neergang van de plaats. De bevolking werd tussen begin jaren 90 en begin 21e eeuw met de helft verminderd; van ongeveer 8.500 naar ongeveer 4.200.